# اندیس مرمریت ۳۲۷۳
مرمریت ۳۲۷۳ یک اندیس مصالح ساختمانی است که در حوالی شهر ارسنجان استان فارس قرار دارد و مادهٔ معدنی موجود در آن، مرمریت است.  